# Protesilaos
Protesilaos – w mitologii greckiej syn Ifiklosa i Astyoche, jeden z zalotników Heleny, uczestnik wojny trojańskiej. W Troadzie jako pierwszy z Achajów postawił stopę na lądzie i natychmiast zginął z ręki Hektora (według innej wersji Achatesa).
Po śmierci ubłagał Hadesa, by ten pozwolił mu wrócić na jedną noc do domu. Po nocy spędzonej z małżonką, Laodamią, wrócił do krainy zmarłych, zaś Laodamia popełniła samobójstwo, by połączyć się z mężem.
Według innej wersji mitu Protesilaos przeżył wojnę trojańską i otrzymał w nagrodę siostrę Priama, Ajtyllę. W drodze powrotnej do domu zatrzymał się na Półwyspie Chalcydyckim, gdzie Ajtylla wraz z innymi brankami spaliła jego okręty. Protesilaos osiadł tam wówczas na stałe i założył miasto Skione.
Kult Protesilaosa był silnie rozpowszechniony w Fylake i świętym gaju w Elajus na Chersonezie, gdzie miał znajdować się jego grób.